# Jude Sidonie
Pour les articles homonymes, voir Sidonie.
Jude Sidonie (né en 1977) est un athlète seychellois.

## Biographie
Jude Sidonie est médaillé d'argent du saut en hauteur aux Jeux africains de 2003 à Abuja et médaillé de bronze de la même épreuve aux Jeux afro-asiatiques de 2003 à Hyderabad. 
Aux Championnats d'Afrique 2006 à Bambous, il termine huitième du concours de saut en hauteur. 
Il est sacré champion des Seychelles du saut en hauteur en 2000 et du saut en longueur en 2004 et 2005.